# Vanosc
Vanosc település Franciaországban, Ardèche megyében. Lakosainak száma 934 fő (2022. január 1.). Vanosc Annonay, Monestier, Villevocance, Vocance, Burdignes és Riotord községekkel határos.

## Népesség
A település népessége az elmúlt években az alábbi módon változott:
| Lakosok száma | 883  | 805  | 750  | 850  | 930  | 943  | 936  | 935  | 952  | 934  |
|               | 1968 | 1982 | 1990 | 2006 | 2013 | 2015 | 2017 | 2019 | 2020 | 2022 |